# Krakóws vojvodskap, Polsk-litauiska samväldet
För andra betydelser, se Krakóws vojvodskap.

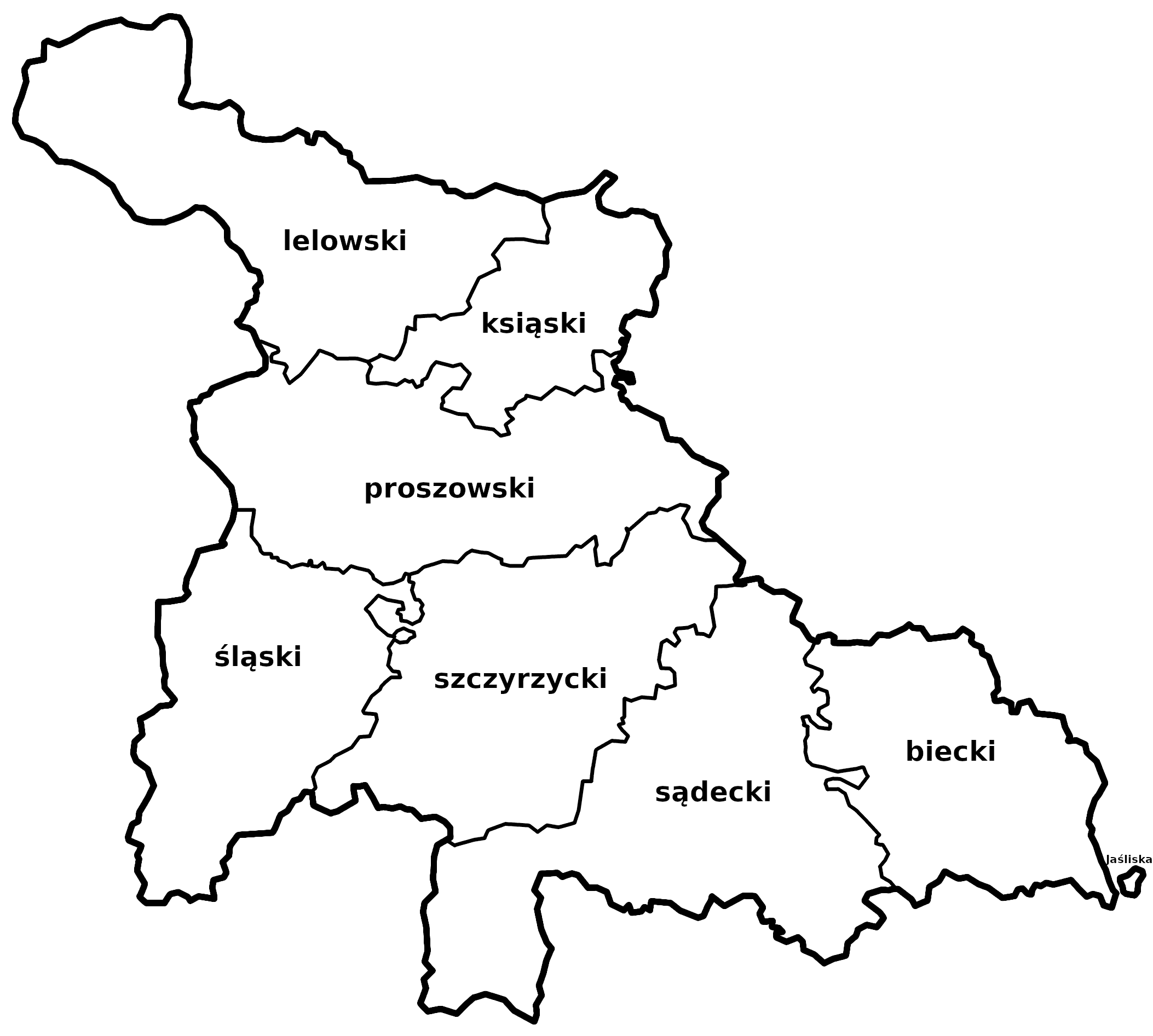
Vojvodskapets sju powiater i slutet av 1500-talet.

Krakóws vojvodskap (polska Województwo krakowskie) var åren 1300–1795 ett vojvodskap i Polsk-litauiska samväldet. Huvudstad var Kraków. Vojvodskapet bildades den 5 januari 1300 och upplöstes den 24 oktober 1795.

## Administrativ indelning
År 1397 delades vojvodskapet in i tre powiater:
- Powiat proszowicki – Proszowice
- Powiat żarnowiecki – Żarnowiec
- Powiat krakowski – Kraków

Under 1500-talet var antalet powiater sju:
- Powiat proszowicki – Proszowice
- Powiat lelowski – Lelów
- Powiat szczyrzycki – Szczyrzyc
- Powiat ksiąski – Książ Wielki
- Powiat sądecki – Nowy Sącz
- Powiat biecki – Biecz
- Powiat śląski – Zator och Oświęcim